# Уэдраого, Ассан
Форзан Ассан Уэдраого (нем. Forzan Assan Ouédraogo; род. 9 мая 2006) — немецкий футболист, полузащитник клуба «РБ Лейпциг».

## Клубная карьера
Воспитанник футбольной академии клуба «Шальке 04», за которую выступает с 2014 года. В ноябре 2022 года подписал с клубом долгосрочный контракт.
28 июля 2023 года дебютировал в основном составе «Шальке 04» в матче Второй Бундеслиги против «Гамбурга», отметившись в нём забитым мячом.
В июне 2024 года подписал пятилетний контракт с клубом «РБ Лейпциг». Сумма трансфера составила около 10 млн евро.

## Карьера в сборной
Выступал за сборные Германии до 16, до 17 и до 19 лет.
В 2023 году в составе сборной Германии до 17 лет принял участие в чемпионате Европы в Венгрии, в котором немцы одержали победу. Забил на турнире один гол в ворота Польши в матче полуфинала.

## Достижения
Сборная Германии (до 17 лет)
- Чемпион Европы до 17 лет: 2023
- Чемпион мира до 17 лет: 2023

## Личная жизнь
Сын футболиста Алассана Уэдраого (р. 1980), выступавшего за сборную Буркина-Фасо.